# キミホレ
キミホレ（KMHR）は、SODクリエイトのアダルトビデオレーベルの一つ。レーベル名は「君に惚れた」の略が由来。

## 概要
2017年6月1日、『「君に惚れた!」桐山結羽 AV DEBUT』の発売と同時にレーベルスタート。当初のレーベル名は「君に惚れた（キミホレ）」。通常、キャスティング担当とプロデューサーらによる会議を経てビデオ出演女優が決定するところを、担当監督の権限のみで新人女優をキャスティングできるというスピード感を重視した新人女優レーベル。キャスティング担当が関わった女優に関しても監督が最終確認をし、原則デビュー作に関わった監督が2作目、3作目も継続して監督する。
2019年10月デビュー者からレーベルリニューアルし、ロゴがカタカナからアルファベットの「KMHR」（読みはキミホレのまま）に変更。デビュー済の女優作品に関しては以前からのロゴが使用される。リニューアルにあたりファッション誌を意識したジャケットデザインとなり、自撮り（セルフィー）を積極採用する“スマートなアダルトビデオ”にコンセプト変更した。

## 歴代専属女優
- 桐山結羽（2017/06/01‐）　デビュー作監督：菅原養史
- 結月ましろ（2017/06/15‐）　デビュー作監督：菅原養史
- 日野みこと（2017/07/20‐）　デビュー作監督：ながしめ
- 茜はな（2017/08/10）　デビュー作監督：西中島南方
- ふわり結愛（2017/09/07‐）　デビュー作監督：Eight
- 望月あられ[4]（2017/10/05‐）　デビュー作監督：ラムチョップ
- 豊中アリス[5]（2017/11/16‐）　デビュー作監督：西中島南方
- 一之瀬梓（2018/01/11‐）　デビュー作監督：西中島南方
- 白瀬ななみ（2018/02/22‐）　デビュー作監督：星シュート
- 飯倉芽衣（2018/03/08‐）　デビュー作監督：ラムチョップ
- ゆみちゃん（仮）（2018/03/21‐）　デビュー作監督：トレンディ山口
- 藤本理玖（2018/04/12‐）　デビュー作監督：秋山メメ
- 梨々花（2018/04/26‐）　デビュー作監督：カンパニー松尾
- @yano_purple（2018/06/07‐）　デビュー作監督：嵐山みちる
- 水樹璃子[6]（2018/09/06‐）　デビュー作監督：イージー松本
- 小泉ひなた[7]（2018/10/25‐）　デビュー作監督：星シュート
- 若宮穂乃（2018/12/20‐）　デビュー作監督：一ノ瀬くるみ
- 石原莉紅（2019/04/25‐）　デビュー作監督：イージー松本
- 森本つぐみ（2019/04/11‐）　デビュー作監督：ダイナナ
- 佐知子（2019/05/09‐）　デビュー作監督：木村真也
- 古賀まつな（2019/06/20‐）　デビュー作監督：トレンディ山口
- 茉凛（2019/08/08‐）　デビュー作監督：嵐山みちる
- 四葉さな（2019/09/12‐）　デビュー作監督：森川圭
- 綾音うた（2019/9/26‐）　デビュー作監督：ザック荒井
- 小岩いと（2019/10/24‐）　デビュー作監督：星シュート
- 黒江リィナ（2019/11/07‐）　デビュー作監督：馨
- 環ニコ（2019/1/09‐）　デビュー作監督：トレンディ山口
- 宮澤エレン（2020/02/20‐）　デビュー作監督：ZAMPA
- 吉手るい（2020/05/08‐）　デビュー作監督：小松（17）
- 滝沢ライラ（2020/05/21‐）　デビュー作監督：トレンディ山口
- 森日向子（2020/06/25‐）　デビュー作監督：馨
- 天然かのん（2020/08/27‐）　デビュー作監督：井上ジャパン
- 叶夢そら（2020/11/12‐）　デビュー監督：馨
- 宮森みすず（2021/01/21‐）　デビュー監督：秋山メメ
- 楠美める（2021/02/25‐）　デビュー監督：タイガー小堺
- 新井リマ（2021/06/24‐）　デビュー監督：嵐山みちる
- 本田のえる（2021/06/29‐）　デビュー監督：馨
- 幾田まち（2021/08/26‐）　デビュー監督：井上ジャパン
- 小花のん（2021/10/07‐）　デビュー監督：嵐山みちる
- 志田カンナ（2021/11/10‐）デビュー監督：きっしー